# Internet Watch Foundation
Internet Watch Foundation (IWF) — неправительственная саморегулирующаяся организация, созданная в Великобритании для надзора за Интернетом. По сути является «горячей линией» для сообщения о неправомерном содержимом в Интернете. Управляется в содружестве с полицией, правительством, обществом, интернет-провайдерами.

## История
Фонд создан в 1996 году, вскоре после того, как полиция направила всем провайдерам страны письмо, в котором были перечислены 140 групп, распространявших материалы незаконной детской порнографии. К провайдерам обратились с просьбой провести собственное расследование и остановить предоставление услуг такого рода. Заметим, что в Великобритании даже хранение подобных материалов считается серьёзным уголовным преступлением.

## Работа организации
По сути фонд является «горячей линией» для сообщения о неправомерном содержимом в Интернете. Организационная структура фонда включает три составляющие: политический совет, который формирует его политику, совет управляющих и директорат. В совет управляющих входят провайдеры Интернет-услуг, в политический совет — представители бизнеса, обществ потребителей, организаций просвещения и защиты детей, правозащитных организаций и т.д. В фонд передаются жалобы на использующих Сеть правонарушителей. Финансируется он за счёт самих провайдеров.
Фонд рассматривает, является ли вызывающий жалобы материал юридически правомерным или нет. Если это незаконный материал, то выясняется, кто в данном случае является провайдером. Если это провайдер из Великобритании, то фонд обязывает его убрать этот материал. Параллельно посылается сообщение в полицию. Если провайдер не подчиняется и не снимает незаконный материал с сервера, то у него появляются все шансы иметь дело с правоохранительными органами. Соблюдение требований фонда в свою очередь является гарантией того, что против провайдеров не будет начато судебное расследование. Фонд обязательно проверяет, действительно ли провайдер убрал незаконный материал со своего сайта. Параллельно отслеживается возможное дублирование этого материала на других сайтах. Для этого существует специальное программное обеспечение. Подавляющее большинство нарушений, с которыми сталкивается фонд, относится к распространению детской порнографии. Встречаются также случаи распространения материалов о ненормальном сексе (с животными и т.п.), о способах изготовления взрывчатых веществ, о различных незаконных финансовых махинациях и схемах.